# Производство хенекена на Кубе
Выращивание хенекена является одной из отраслей сельского хозяйства Республики Куба.

## История
Отрасль имеет длительную историю. Выращивание хенекена, изготовление из его листьев волокон и выработка изделий из них (верёвок, канатов, мешковины и др.) начались на острове в колониальные времена — после того, как испанскими колонистами на полуострове Юкатан было освоено производство изделий из листьев хенекена, а канаты из хенекена начали использовать в испанском флоте.

### 1898—1958
В 1898 году, после окончания войны за независимость Куба перешла под контроль США (американская оккупация острова продолжалась до 20 мая 1902 года, в 1903 году была принята «поправка Платта», разрешавшая США вводить на Кубу войска без санкции со стороны правительства). Таким образом, Куба была фактически превращена в полуколонию США.
29 мая 1934 года «поправка Платта» была отменена, но на территории Кубы осталась американская военная база Гуантанамо, а уже в августе 1934 года между США и Кубой был подписан новый неравноправный торговый договор, закрепивший зависимость Кубы от США. После начала второй мировой войны в сентябре 1939 года торгово-экономические отношения с Европой оказались затруднены, влияние европейских стран на Кубу стало снижаться (а влияние США — увеличиваться). Вынужденное сокращение импорта стимулировало развитие кубинской промышленности, но после окончания войны в 1945 году местные производители начали проигрывать в конкурентной борьбе компаниям США.
В начале 1950-х годов центром производства и переработки хенекена являлась провинция Матансас. Волокно хенекена использовали в основном в местной промышленности, из него изготавливали шпагат, верёвки, канаты, сети, щётки и т. д..
Ухудшение условий жизни, снижение заработной платы и рост цен на продовольствие в 1950е годы стали причиной ряда забастовок (в том числе, начавшейся в мае 1954 года всеобщей забастовки на плантациях хенекена).

### 1959—1991
После победы Кубинской революции в январе 1959 года США прекратили сотрудничество с правительством Ф. Кастро и стремились воспрепятствовать получению Кубой помощи из других источников. Власти США ввели санкции против Кубы, а 10 октября 1960 года правительство США установило полное эмбарго на поставки Кубе любых товаров (за исключением продуктов питания и медикаментов).
В 1959 году Куба являлась отсталой аграрной страной с преобладанием экстенсивного сельского хозяйства и избытком малоквалифицированной рабочей силы (четверть взрослого населения была неграмотной), используемой сезонно. У республики не было реальных возможностей (необходимых накоплений для капиталовложений, валютных резервов и квалифицированной рабочей силы) для быстрой индустриализации и создания многоотраслевой экономики, поэтому в первые годы после революции был взят курс на преимущественное развитие и техническое оснащение традиционных отраслей сельского хозяйства, а также связанных с ним пищевых производств. В среднем, в 1960—1962 гг. сбор грубого листового волокна хенекена составлял 9 — 10 тыс. тонн в год.
Во время Карибского кризиса в октябре 1962 года корабли военно-морского флота США установили военно-морскую блокаду Кубы в виде карантинной зоны в 500 морских миль вокруг берегов Кубы, блокада продолжалась до 20 ноября 1962 года. Имевшее основания опасаться возобновления блокады острова в условиях продолжавшейся «холодной войны», правительство активизировало деятельность по достижению независимости страны от внешних поставок и максимально эффективное использование собственной ресурсно-сырьевой базы.
С целью снижения зависимости от импорта джутовых мешков из Индии (использовавшихся для упаковки предназначенного на экспорт сахара) было принято решение о организации производства сахарных мешков из хенекена (и выпуск таких мешков был освоен уже в 1964 году).
В 1959—1969 годы посевы волокнистых культур (хенекена и кенафа) были увеличены. В 1969 году сосредоточенные в основном в северо-западных районах страны посевные площади хенекена в государственном секторе сельского хозяйства страны составляли 13,1 тыс. га. В результате, в начале 1970-х годов по сбору хенекена Куба находилась на втором месте в мире после Мексики.
12 июля 1972 года Куба вступила в Совет экономической взаимопомощи, и правительством Кубы была принята комплексная программа социалистической экономической интеграции, в соответствии с которой началось внедрение стандартов стран СЭВ. С 1973 года экспорт кубинского сахара во всё больших размерах начали осуществлять без тары, что уменьшило потребность в упаковочных мешках и привело к сокращению производства мешковины.
В начале 1980-х годов по культивированию хенекена (сбор волокна которого составлял около 10 тыс. тонн в год) Куба по-прежнему находилась на втором месте в мире после Мексики. Основным районом произрастания и сбора хенекена являлась северная приморская зона, примыкающая к городам Матансас и Карденас. Основной продукцией из хенекена в это время являлись верёвочно-канатные изделия и грубые упаковочные ткани. Основное производство изделий из хенекена было сосредоточено в городе Матансас (где находилась единственная в стране фабрика по переработке хенекена). К этому времени процесс переработки сырья был уже частично механизирован — срезанные листья доставляли с плантаций на автомашинах и закладывали в чесальные машины, затем полученное волокно сортировали по длине и толщине. Часть изделий из хенекена экспортировалась.
В конце 1980-х годов по производству хенекена Куба сохраняла одно из первых мест в мире.

### После 1991
Распад СССР и последовавшее разрушение торгово-экономических и технических связей привело к ухудшению состояния экономики Кубы в период после 1991 года. Правительством Кубы был принят пакет антикризисных реформ, введён режим экономии. В сложившихся условиях началось сокращение размеров плантаций хенекена в провинции Матансас.
В октябре 1992 года США ужесточили экономическую блокаду Кубы и ввели новые санкции (Cuban Democracy Act).
В середине 1990-х годов положение в экономике страны стабилизировалось. 12 марта 1996 года конгресс США принял закон Хелмса-Бёртона, предусматривающий дополнительные санкции против иностранных компаний, торгующих с Кубой. Судам, перевозящим продукцию из Кубы или на Кубу, запрещено заходить в порты США.
В 2001—2010 годы хенекен выращивали только в государственном секторе сельского хозяйства страны. Посевные площади в 2001—2002 гг. составляли 3,6 тыс. га, в 2003 году они были уменьшены до 2,7 тыс. га, а после обрушившихся в 2005 году на Кубу ураганов «Dennis» и «Wilma» они сократились до 1,4 тыс. га в 2006 году.
В дальнейшем, началось расширение плантаций. В 2007 году площади составили 1,7 тыс. га, в 2008 году (несмотря на разрушения после ураганов «Густав» и «Айк» и начавшийся мировой экономический кризис) — 1,8 тыс. га, а в 2009 году — 3,5 тыс. га.
Распространившаяся в марте 2020 года на Кубу эпидемия COVID-19 привела к необходимости увеличения производства дезинфицирующих средств в стране, и в мае 2020 года на предприятии «Henequenera Francisco del Sol» в Хурагуа (провинция Сьенфуэгос) освоили выпуск нового жидкого моющего средства с добавлением сока хенекена, обладающего бактерицидными свойствами.

## Современное состояние
На Кубе крупные плантации хенекена созданы на малоплодородных карстовых почвах (непригодных для выращивания табака и сахарного тростника). В условиях развития производства искусственных волокон и синтетических тканей хозяйственное значение хенекена как технической культуры уменьшилось (одно растение за свою жизнь даёт от 20 до 50 листьев; для получения высококачественных волокон листья хенекена необходимо срезать у пятилетних растений), но он по-прежнему выращивается на Кубе и сохраняет значение как резервная, кормовая и декоративная культура.
Измельчённые листья хенекена используются в качестве корма для крупного рогатого скота, а высохшие — в качестве органического удобрения. В качестве декоративного растения кусты хенекена высаживают в населённых пунктах для озеленения улиц. Из волокон хенекена продолжают изготавливать щётки, верёвки, мешки, хозяйственные сумки, гамаки, коврики и другие изделия для местного населения, а также различные сувенирные изделия для иностранных туристов. Короткие обрывки и очески волокон являются сырьём для изготовления обёрточной бумаги.
Высушенные цветы растения используются в традиционной кубинской кухне в качестве пряной добавки к маисовым лепёшкам.